# Neustadt an der Aisch

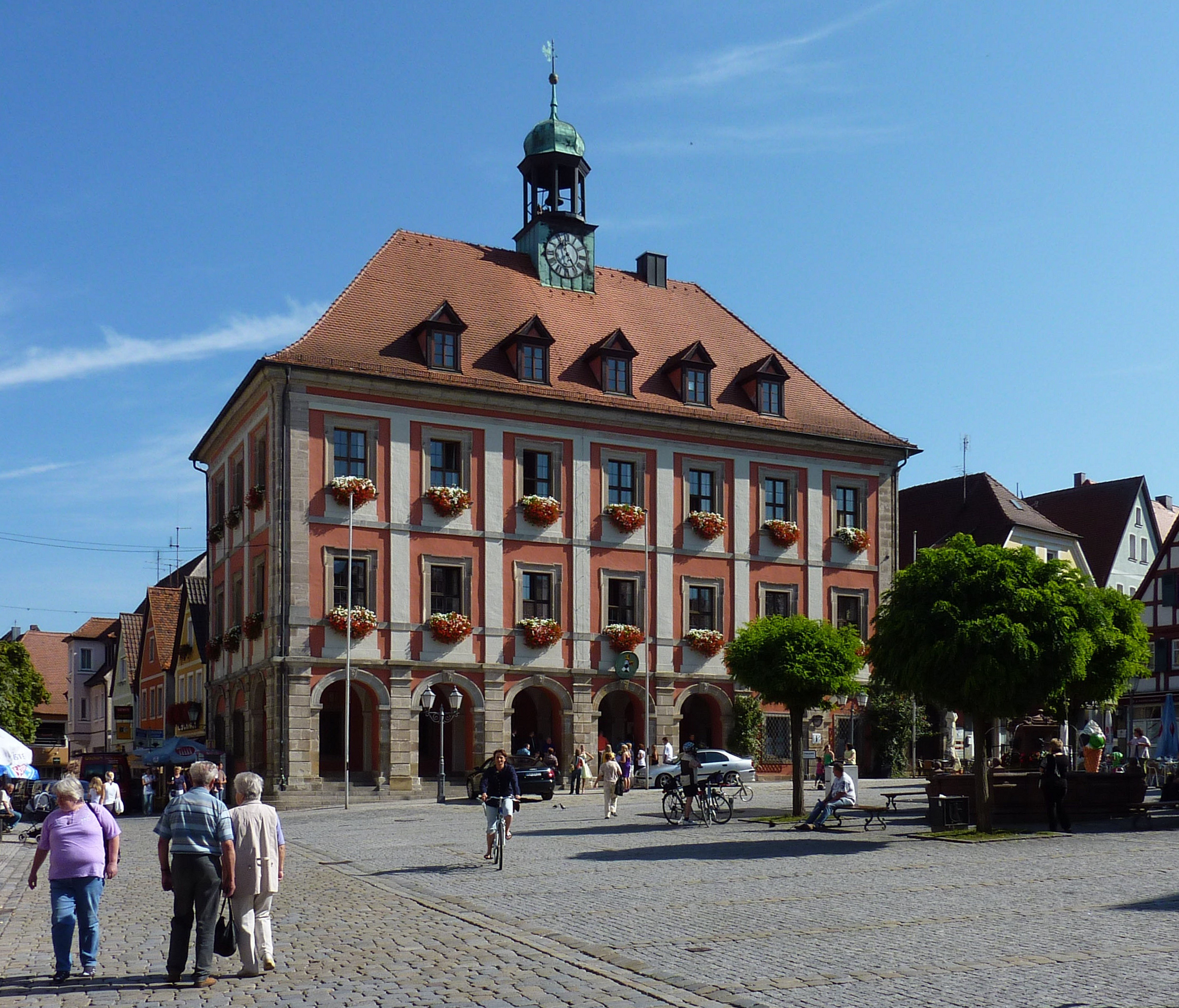
Neustadt an der Aisch

Neustadt an der Aisch este un oraș din Franconia Mijlocie, landul Bavaria, Germania.